# Hôpital de La Grave
L'hôpital de La Grave se situe dans le quartier Saint-Cyprien à Toulouse, c’est-à-dire sur la rive gauche de la ville. Sur près de six hectares (trois fois la superficie de l'Hôtel-Dieu Saint-Jacques), La Grave fut le second grand établissement hospitalier et la principale maternité de Toulouse durant une grande partie du XXe siècle avant que soit créé le Centre hospitalier universitaire (CHU) de Rangueil. Son nom vient de la grève où il a été bâti le long de la Garonne.

## Histoire
L'hôpital servit durant le Moyen Âge aux populations malades de la peste puis dès 1647, comme lieu de grand renfermement des mendiants, prostituées et aliénés. Dont 3 000 toulousains morts de la peste.

### Création de l'hôpital
Il est cité pour la première fois dans une charte de Raymond VI en 1197. Il a été construit près de l'hôpital Sainte-Marie de la Daurade près de la Garonne dans le quartier Saint-Cyprien. L'hôpital Sainte-Marie de la Daurade a aujourd'hui totalement disparu.

### L'hôpital et les épidémies de peste
De 1508 à 1514, l'hôpital est agrandi et prend le nom d'hôpital Saint-Sébastien car le saint invoqué permet de combattre la maladie des pestiférés. Ils sont hébergés dans un pavillon à l’abri du mur d’enceinte et à l’écart des autres pensionnaires. Sa situation extra-muros permettait d’isoler les malades des habitants. En 1516, la Tour Taillefer qui se trouve près du parc du musée Les Abattoirs servant de réserve de poudre et de munitions et faisant partie des remparts de la ville, est utilisée à l’accueil des pestiférés, des mendiants et des épileptiques.
En 1557, avec l'afflux des malades, l'hôpital devient trop petit et les remparts et tours adjacentes sont utilisés pour les héberger. Même les prés des Sept-Deniers et de Bourrassol sont réquisitionnés. Au XVIIe siècle, Toulouse est touchée par la plus meurtrière épidémie de peste. Le 17 juin 1629, tous les malades soignés à l'hôpital Saint-Sébastien des Pestiférés meurent par contagion.

### Le Grand renfermement
Au XVIIe siècle, l'afflux important de pauvres vers Toulouse mène les autorités à exercer la politique du Grand renfermement des pauvres : « soigner, nourrir, instruire et relever le niveau moral des pauvres » tel est le but affiché. Les hôpitaux généraux sont créés dans ce but. Comme dans tout le reste de la France, en 1647, l'hôpital Saint-Sébastien devient l'hôpital général Saint-Joseph de La Grave car Saint-Joseph était le patron des travailleurs et ses attributs sont la pauvreté, la charité et l’humilité. Mais, l'hôpital de La Grave comme tous les autres hôpitaux généraux devient très vite surchargé et ne peut accueillir tous les nécessiteux de la ville ou désireux.
De 1661 à 1684, des travaux d'agrandissement de l’hôpital général Saint-Joseph de La Grave ont lieu avec la construction des grandes cours. En 1687, un incendie détruit une partie des bâtiments de l’hôpital.

### Crises duXVIIIesiècle
Jusqu'à la Révolution, l’hôpital fonctionne sur le mode d’une fondation, en institution autonome, placé sous l’autorité de l’archevêque, des capitouls et des membres du Parlement Royal. La saturation de l'hôpital est importante et des conflits apparaissent avec l'Hôtel-Dieu Saint-Jacques. L'hôpital de La Grave connait de nombreux problèmes financiers qui aggravent la situation. En 1720, le paiement de rentes viagères est trop lourd, les directeurs annoncent que la faillite est imminente. En 1760, l'hôpital tombe en faillite et les directeurs démissionnent. En 1765, un arrêt du Conseil ordonne la vente des rentes, des terres et autres biens-fonds de l'hôpital. Le Grand renfermement des pauvres recommence au frais de la ville. En 1778, Alexis Larrey est nommé chirurgien-major de l'hôpital de La Grave.

### Période révolutionnaire
Après la Révolution, la crise touche l'hôpital et la désorganisation économique règne. Les moyens mis en œuvre sont faibles et dérisoires par rapport au nombre de pauvres qui affluent. En 1789, la municipalité de Toulouse prend le pouvoir de l'hôpital. La commune de Toulouse doit gérer les biens hospitaliers. En 1793, la Grave est rebaptisé Hospice de Bienfaisance.
En 1797, l'hôpital de la Grave annexe des locaux militaires voisins qui provenaient de l’ancien couvent des Clarisses de Saint-Cyprien. Il devient le plus grand hôpital de la ville avec une surface de 6 hectares.

## Époque contemporaine
L'hôpital bénéficie de protections au titre des monuments historiques : une inscription partielle en 1986 et un classement partiel en 1988.

## Chapelle Saint-Joseph de la Grave
L'hôpital de la Grave est connu aussi pour sa fameuse chapelle Saint-Joseph de la Grave. Elle est un des monuments les plus connus des Toulousains car facilement identifiable depuis les quais de la Garonne.
La première pierre de la Chapelle de la Grave est posée en 1758 par Gaspard de Maniban, premier président au parlement de Toulouse. Les travaux sont souvent interrompus et ne sont achevés qu’en 1845. En effet, elle connut d'importants problèmes d'écroulements. Ses fondations ont été remplacées par du béton et le dôme présente la particularité d'être en bois, recouvert de cuivre car avec sa finition brique et sa couverture métallique, le dôme pesait plus de huit tonnes.
La chapelle est classée depuis 1978 au titre des monuments historiques.
La chapelle a été désacralisée en 2015, et est maintenant un musée.

## Galerie

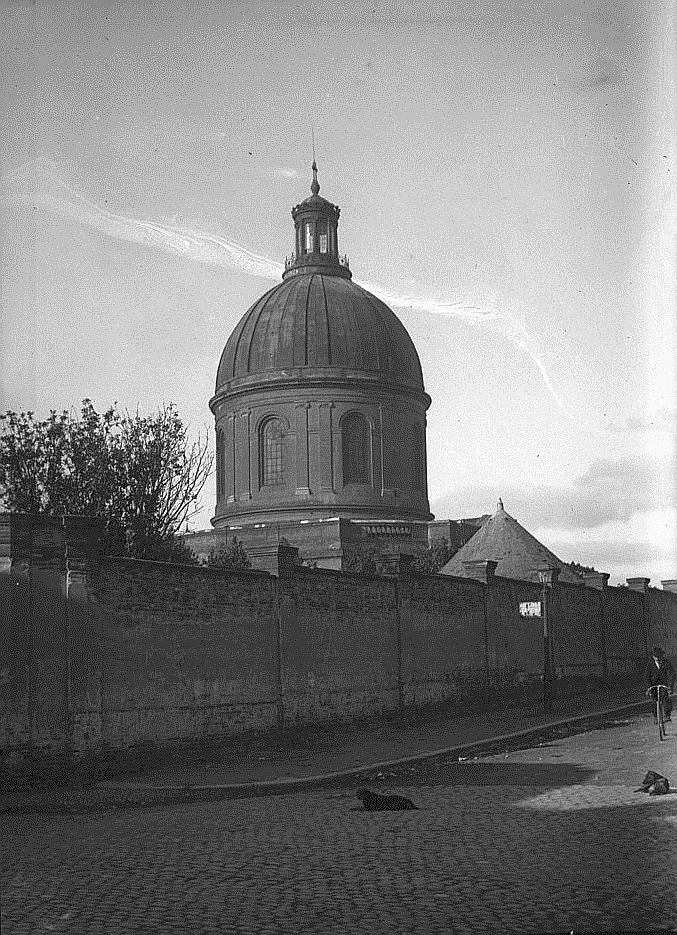
Le dôme de l'hôpital en 1901[Note 1].
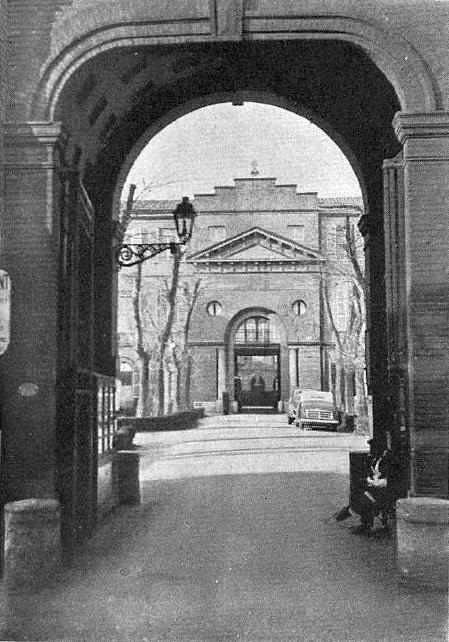
Entrée principale en 1938.
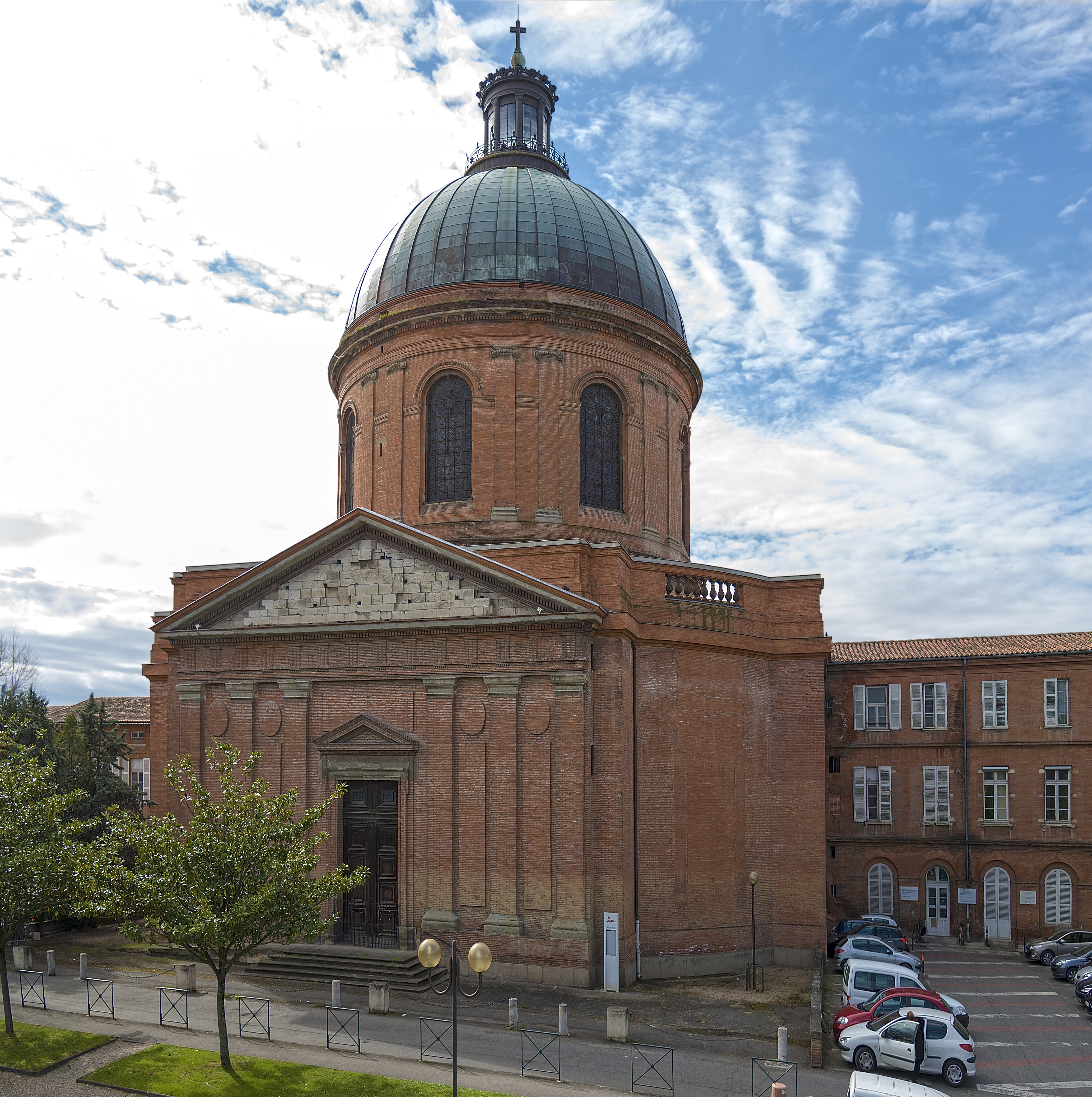
Chapelle Saint-Joseph de la Grave.
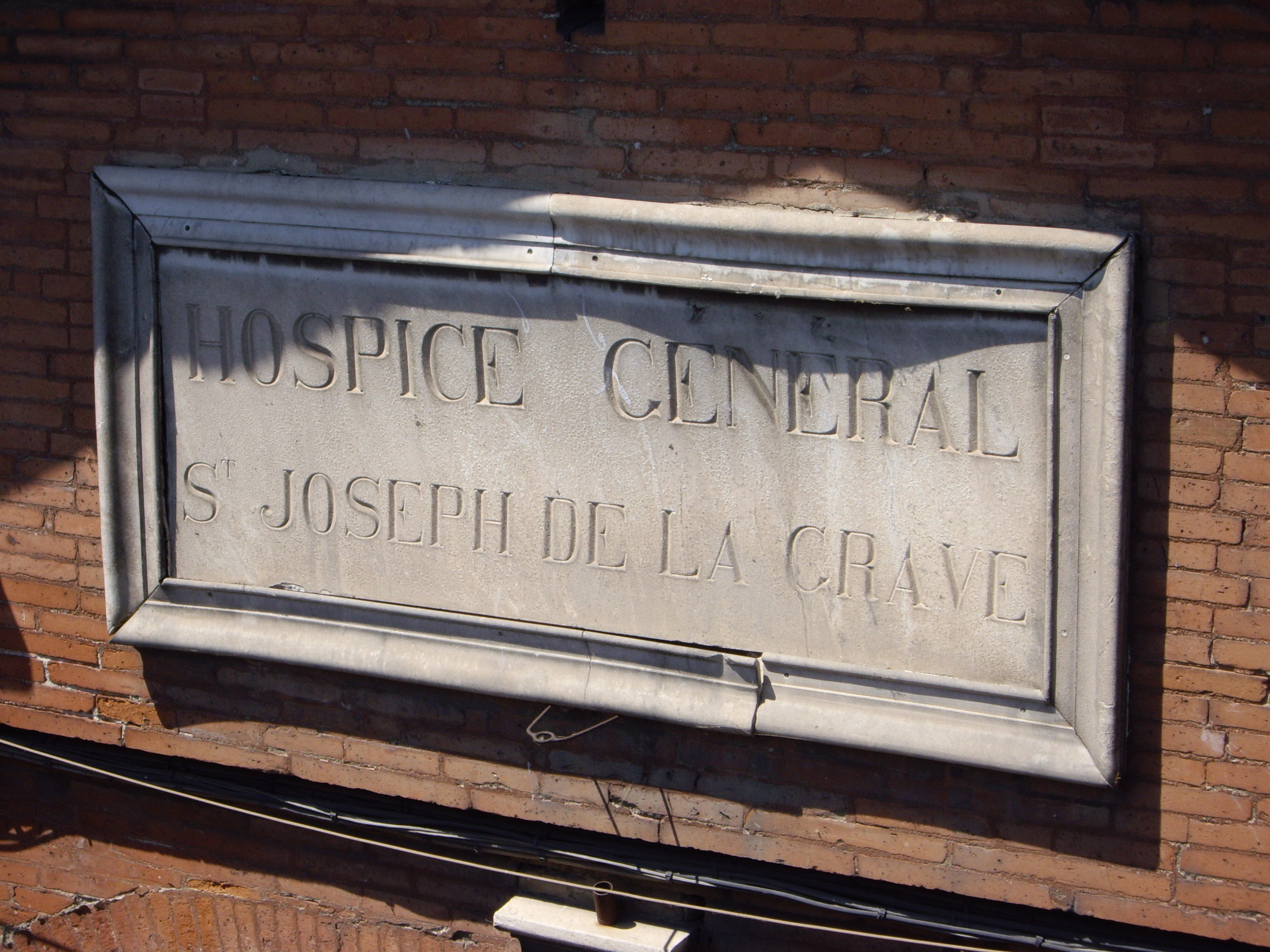
Inscription.
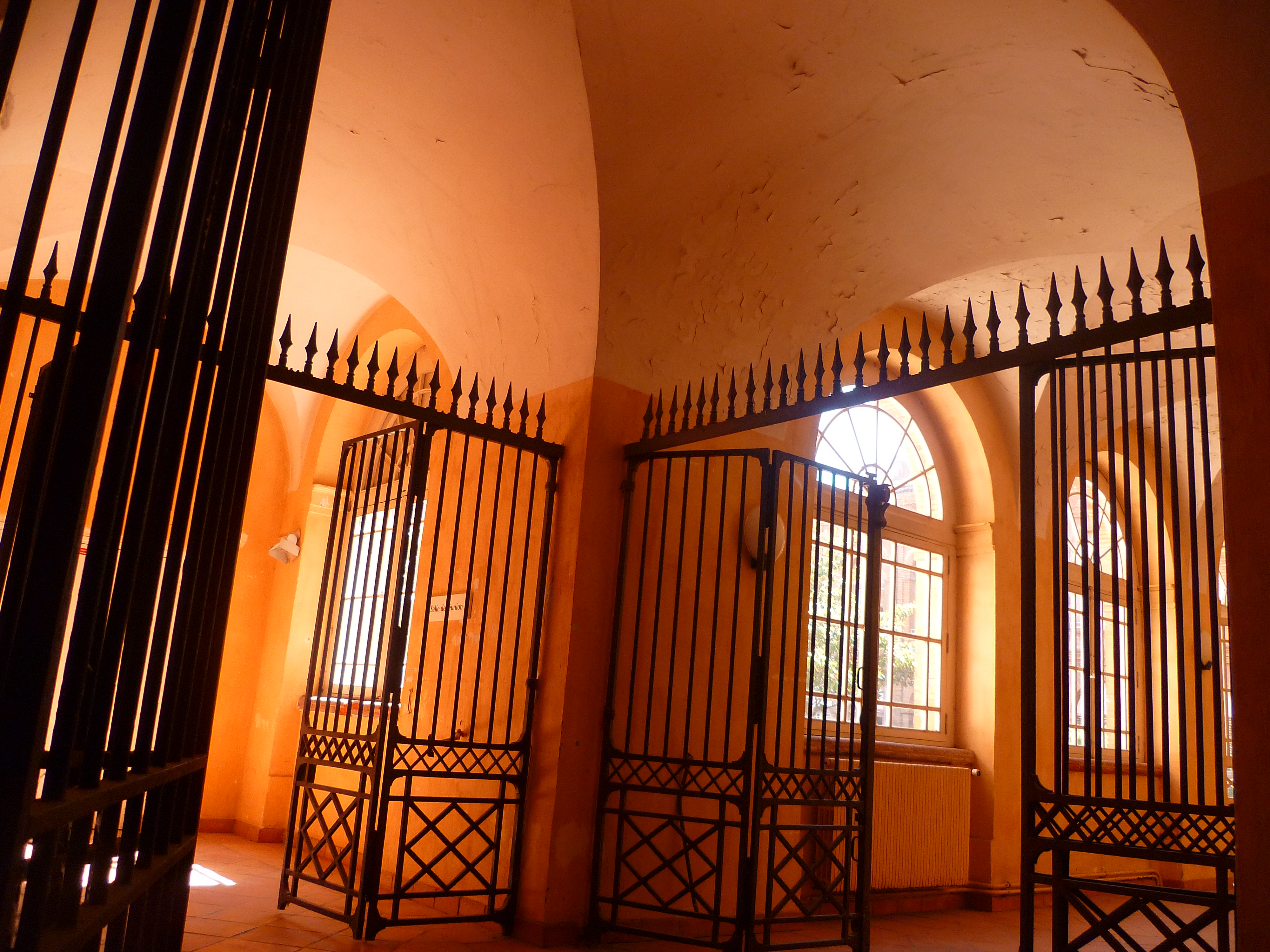
Section restaurée…
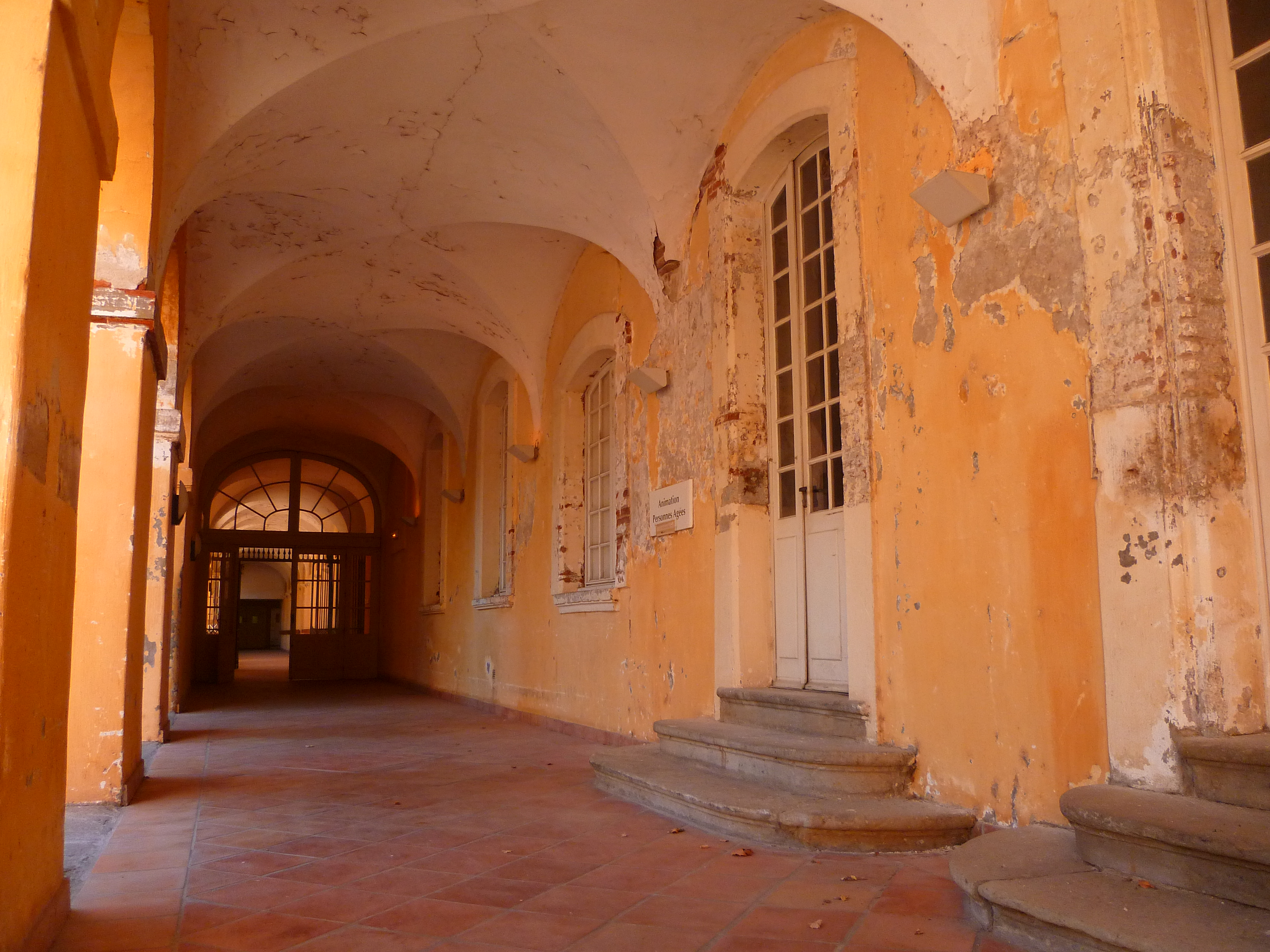
… et en attente d'une remise en état (2010).
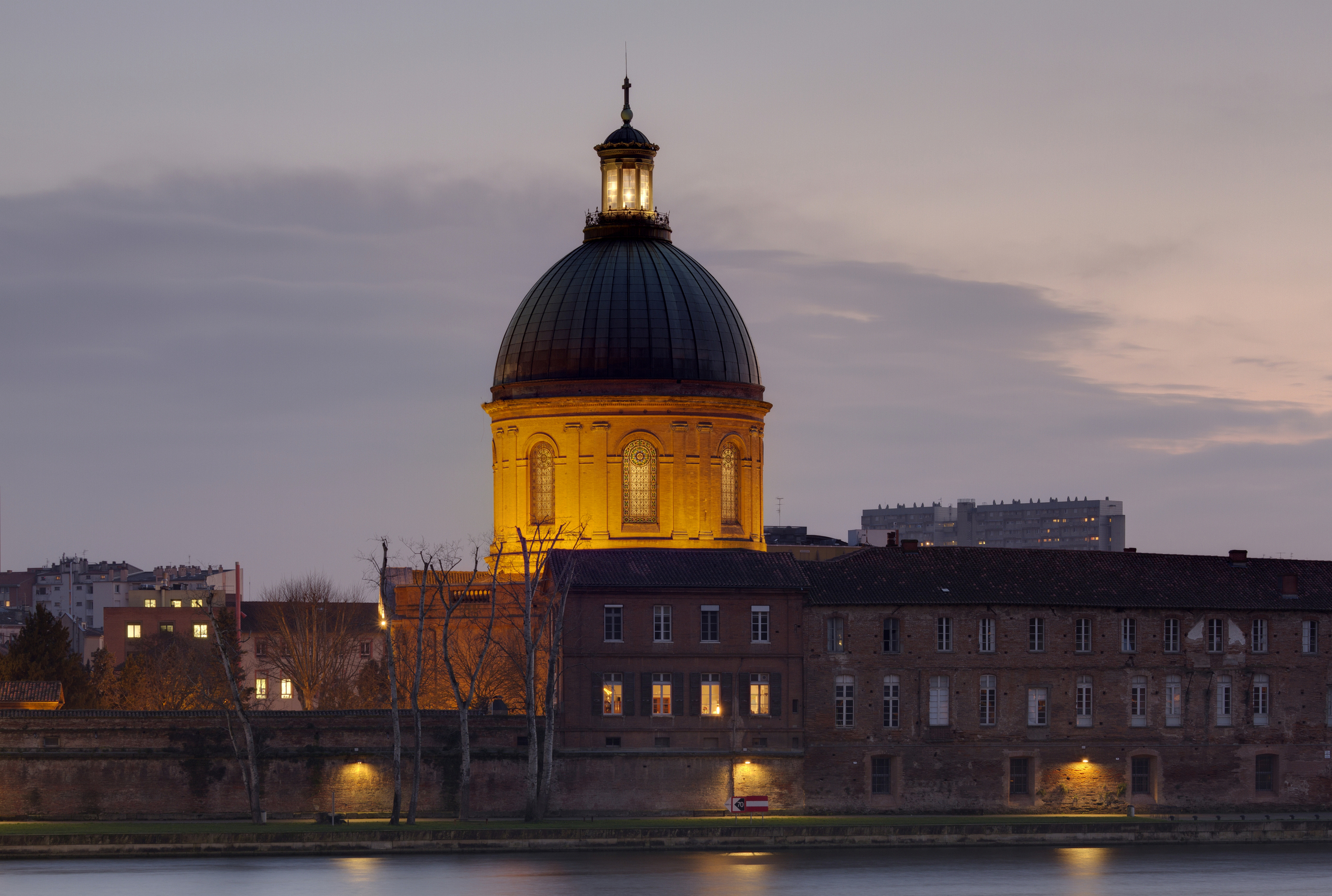
Vue de l'Hôpital en soirée.
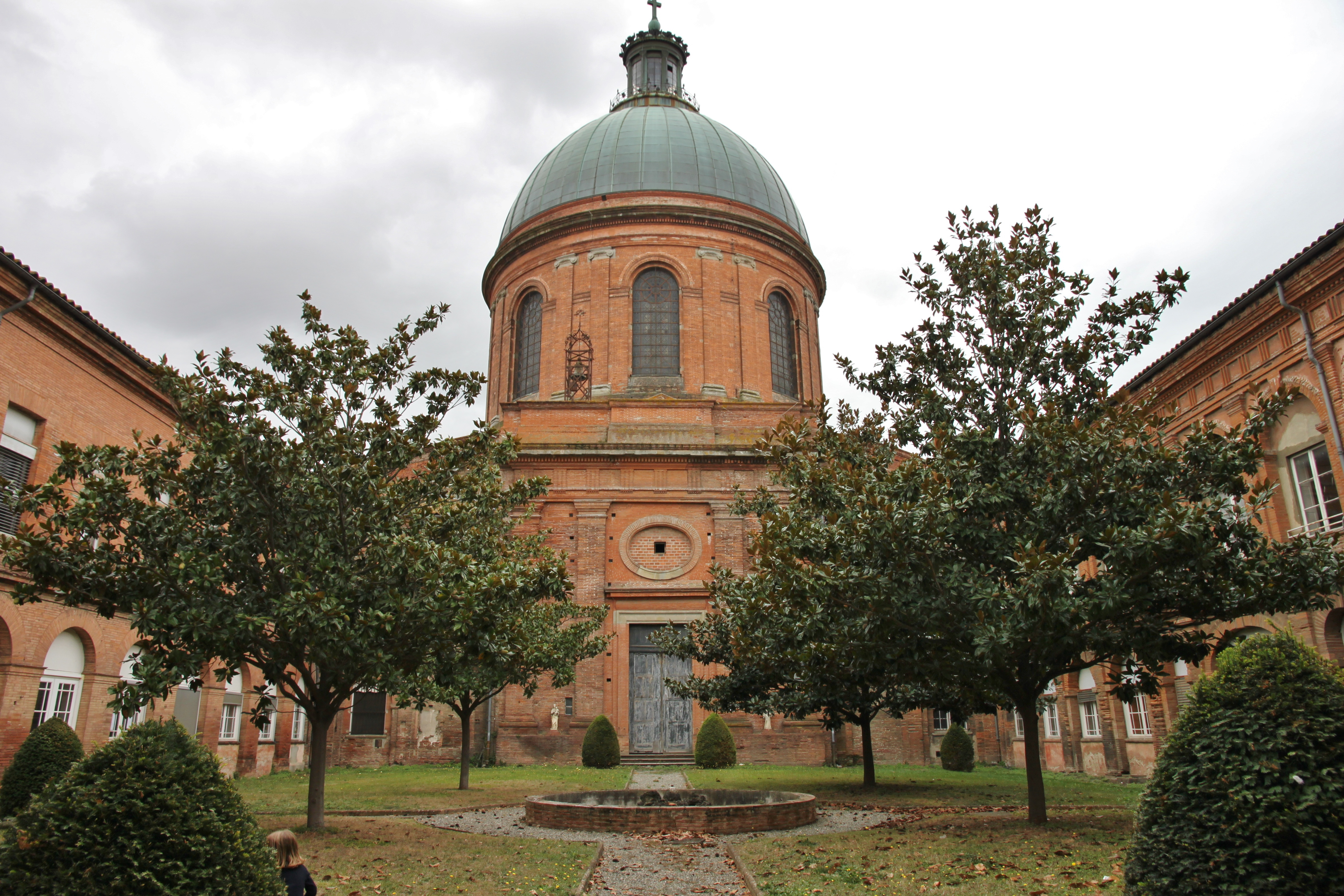
Vue du dôme depuis une cour intérieure.
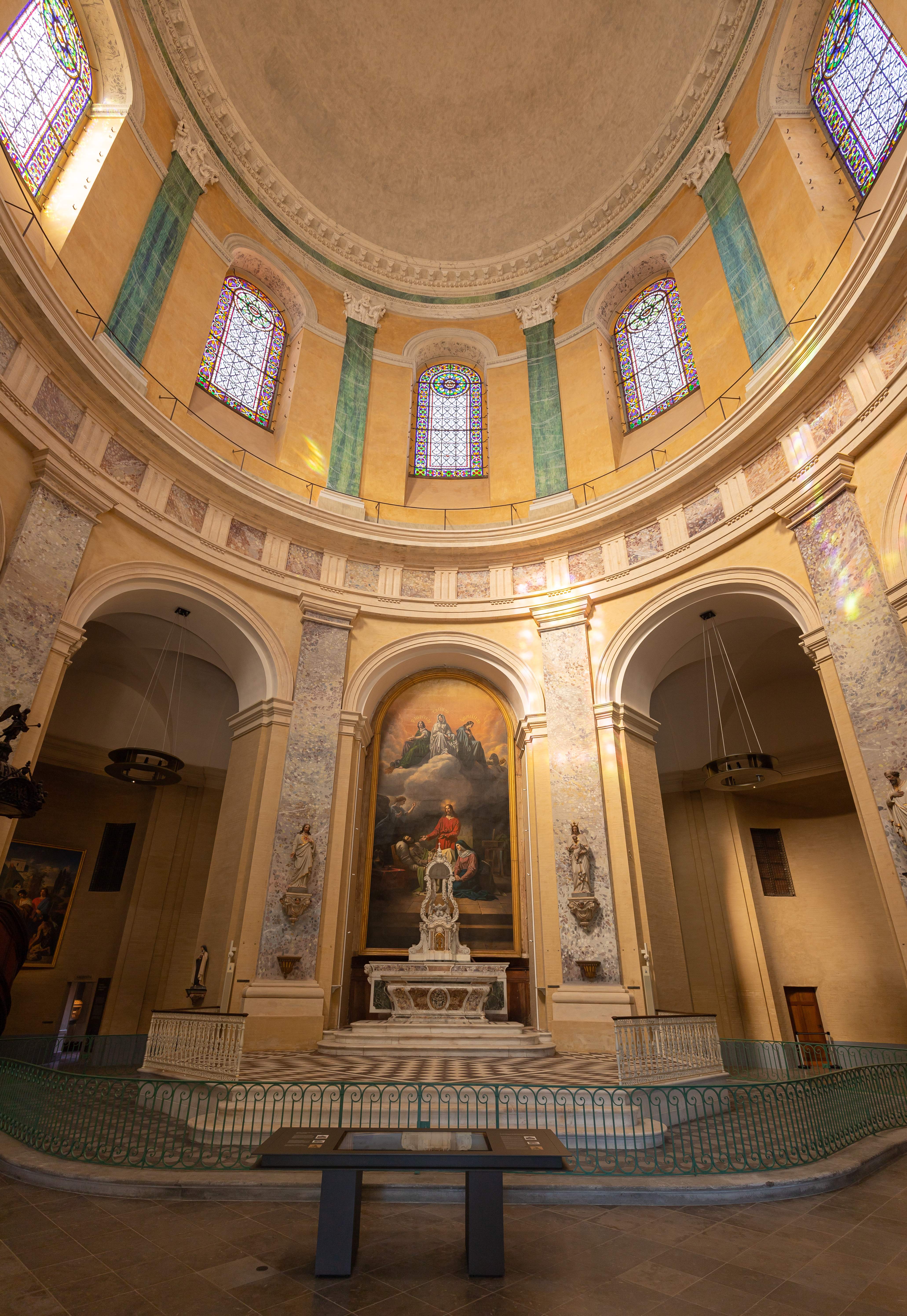
Vue de l'intérieur de la chapelle (dôme).
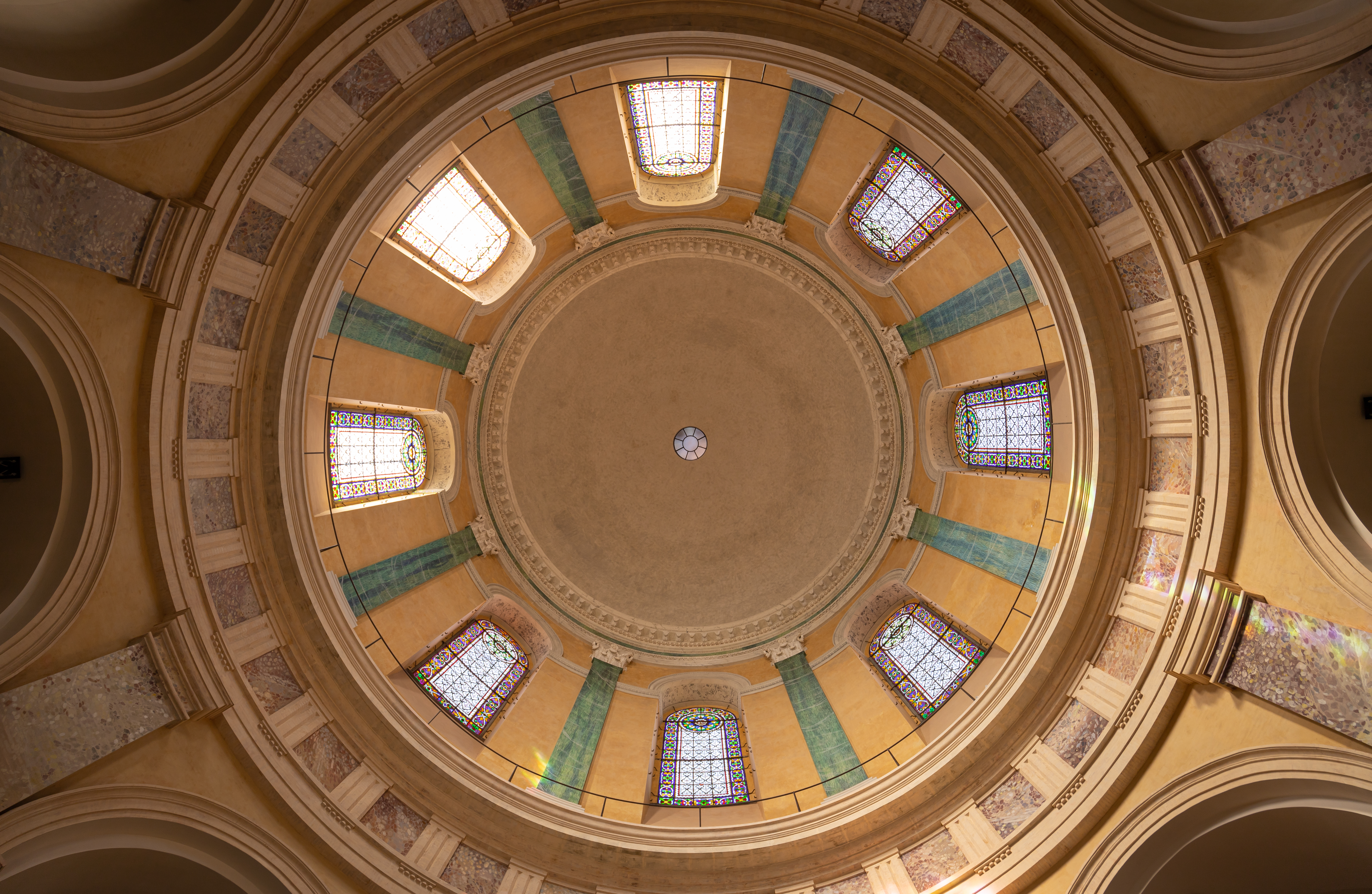
Le dôme vu de l'intérieur.